# SpaceShipTwo
SpaceShipTwo (Scaled Composites Model 339 SpaceShipTwo, SS2) je suborbitalna letjelica dizajnirana za svemirski turizam. Izradila ju je The Spaceship Company, kompanija iz Kalifornije u vlasništvu Virgin Galactica.
Projekt SpaceShipTwo bazira se na tehnologiji razvijenoj na prvoj generaciji ovih letjelica, SpaceShipOne, koja je bila dio programa Scaled Composites Tier One kojeg je financirao Paul Allen. Kompanija Spaceship Company licencirala je ovu tehnologiju od Mojave Aerospace Ventures, združenog projekta Paula Allena i Burta Rutana, projektanta tehnološkog prethodnika.
SpaceShipTwo prvi je put poletio 10. listopada 2010. godine. Tad je to bio let jedrenjem. Prvi let na pogon bio je 29. travnja 2013. godine. 
Planirano je napraviti pet SS2 koji će biti namijenjeni za privatni putnički promet. Već neko vrijeme prima rezervacije, a cijena suorbitalnog leta iznosi 200.000 američkih dolara. Do danas napravljena su dva: VSS Enterprise (koji je uništen u padu 31. listopada 2014.) i VSS Voyager za kojeg se predviđa da će biti u funkciji 2015. godine. Predviđena je mogućnost da bi mogli nositi osoblje i teret za znanstvene svrhe za NASU i druge organizacije.
Tijekom testnog leta 31. listopada 2014. prvi SS2 VSS Enterprise prelomio se usred leta i pao u pustinju Mojave. Preliminarna ispitivanja daju nalaze koji sugeriraju da je sustav ulaska bio uzrok, odnosno da se prerano otvorio brodski uređaj za spuštanje. Jedan je pilot poginuo, a drugi je pretrpio tešku ozljedu ramena nakon što je padobranski padao s 50.000 stopa visine. Drugi SpaceShipTwo VSS Voyager je u izgradnji.
Dana 14. prosinca 2018. SpaceShipTwo uspješno je poletio iz američke pustinje Mojave, dosegnula više od 80 kilometara iznad Zemlje i omogućila dvojici putnika da dožive bestežinsko stanje i vide Zemlju iz potpuno drugačije perspektive.
Još kolovoza 2005. Virgin Galactic izjavio je ako let SpaceShipTwo bude uspješan, uslijedit će nova letjelica imena SpaceShipThree.